# Fiacha Muillethan
Fiacha Muillethan („Płaskogłowy”) lub Fiacha Fer da Liach („Mąż Dwóch Smutków”) – legendarny król Munsteru z dynastii Eóganacht w latach 274-296, syn Eogana Mora („Wielkiego”), najstarszego syna Aililla I Oluma, króla Munsteru, oraz Monchai, córki druida Dila, prawnuka Creccy (Crecgy).
Jego ojciec Eogan przed bitwą pod Mag Muccruma (Mucruime) spędził noc z Monchai. Tej nocy poczęty został Fiacha, urodzony po śmierci ojca, który zginął w bitwie rozegranej w trzydziestym roku panowania arcykróla Arta III Aonfera, tj. w 250 r. Fiacha otrzymał przydomek „Płaskogłowy” dlatego, że matka Monchai przed urodzeniem siedziała przez całą noc na kamieniu nad rzeką, powodując deformację głowy. Przedłużała poród z powodu otrzymanej przepowiedni. Bowiem ojciec Dil powiedział jej, że będzie rodzić syna oraz że gdyby urodziła go tej nocy, będzie tylko godnym druidem; zaś gdyby urodziła go następnego dnia zostanie królem, a jego potomkowie będą królami nad dwoma prowincjami Munsteru. Zaś przydomek „Fer da Liach” otrzymał z powodu śmierci ojca przed jego urodzeniem oraz z powodu śmierci matki po porodzie.
Ailill I Olum, będąc starym człowiekiem postanowił przekazać rządy nad Munsterem Cormacowi i jego potomkom. Gdy dowiedział się, że jego najstarszy syn jednak pozostawił po sobie potomka, Fiachę, postanowił, że drugi syn, Cormac I Cas, powinien być królem tylko dożywotnio, a jego następcą ma zostać wnuk Fiacha Muillethan; zaś po nim ma nastąpić syn Cormaca, i tak przez następne pokolenia na przemian. Zarządzenie było przestrzegane między nimi przez wiele pokoleń. Właściwie doszło do podziału królestwa. Potomkowie Eogana Mora objęli południowy Munster (Desmond), zaś potomkowie Cormaca Casa północny Munster, czyli Thomond. 
Fiacha miał dwóch synów: Aililla Flannmora („Wielkiego Rudego”) i Aililla Flannbeca („Małego Rudego”), przyszłych królów Munsteru. Starszy będąc bezpotomny, adoptował młodszego, by władza nad Munsterem przeszła na niego i jego potomków. Jedynym warunkiem adopcji było to, żeby jego imię podawał w rodowodzie, jako ojca. 